# Tasmolakulturens gravhögar
Tasmolakulturens gravhögar ligger spridda omkring centrala Kazakstan i provinserna Qaraghandy, Aqmola, och Pavlodar.

## Beskrivning
Gravhögarna har sitt ursprung under Sakaperioden (600- till 200-talet f.Kr), de olika gravhögarna, som hör till Tasmolakulturen, finns här och var i dalgångarna i centrala Kazakstan. Platserna kännetecknas av stenkomplex med uppemot fyra stenar, kallade menhirer (ensamma eller i grupper), och två böjda områden som kan vara mellan 50 och 200 meter långa (unika för Tasmolakulturen). De utdragna högarna verkar vara lagda för att följa dagjämnings- och sommarsolståndspunkter. Arkeologiska fynd i själva gravhögarna omfattar bland annat keramik, hästskelett och rester av eldstäder. Över 300 gravhögar har identifierats i Kazakstan. Endast ett fåtal av dessa har blivit arkeologiskt undersökta..

## Världsarvsstatus
Den 24 september 1998 sattes ett antal av gravhögarna upp på Kazakstans tentativa världsarvslista.